# Hans im Glück (1976)
Hans im Glück ist ein deutsch-österreichischer Fernsehfilm aus dem Jahr 1976. Zu dem gleichnamigen Märchen gibt es kaum inhaltliche Beziehungen.

## Handlung
Hans Schmidtke kehrt nach vier Jahren bei der Bundeswehr in seine Heimatstadt Westberlin zurück. Er lebt bei seiner Mutter und will sich mit seinem gesparten Geld mit einer eigenen Kneipe selbstständig machen. Zunächst fängt er aber als Fahrer bei einer Elektrofirma an, wo er mit seinem alten Schulfreund Albert zusammenarbeitet. Hans prahlt vor Albert immer mit seinen Berufsplänen und mit seinen vielen Frauenbeziehungen. Über Frauen spricht er sehr herablassend; auf eine feste Beziehung will er sich nicht einlassen. Statt sein Geld zusammenzuhalten, bringt er es bei Kneipentouren mit Albert durch. Als ein Kneipenwirt ihm wegen des Überangebots von der Eröffnung einer Kneipe abrät, erzählt er nun immer wieder von seinem Plan, einen Waschsalon zu eröffnen.
Hans beginnt parallel zwei Affären: mit der jungen Carola, die noch bei ihren Eltern wohnt, und mit Eva, Mitte vierzig, verwitwet und Chefin eines Ladens für Eisenwaren, Haushalts- und Geschenkartikel. Er arbeitet nun auch für Eva und schmiedet mit ihr Pläne, eine neue Filiale des Ladens zu eröffnen, die er leiten soll. Währenddessen möchte Carola unabhängiger von ihren Eltern sein und in eine eigene Wohnung ziehen, Hans hilft ihr beim Umzug. Beide Frauen möchten eine ernsthafte Beziehung zu Hans, der beiden falsche Versprechungen macht.
Als Carola ihm eröffnet, schwanger zu sein, wird er wütend und wirft ihr vor, ihm ein Kind „anhängen“ zu wollen, um ihn an sich zu binden. Auch mit Eva sucht er Streit, und so werfen beide Frauen ihn hinaus, und seinen Job in Evas Firma ist er auch los. Seine Mutter ist immer enttäuschter von ihm, da er sich keine neue Arbeit suchen will. Bei Albert klagt er sein Leid, ohne sein eigenes Verhalten den Frauen gegenüber zu hinterfragen. Nachts muss die Kellnerin den betrunkenen Hans aus der bereits leeren und dunklen Kneipe auf die Straße bringen.

## Produktion
Der Film ist eine Koproduktion des Sender Freies Berlin mit dem ORF und wurde in ab März 1976 in Berlin (West) gedreht. Die Erstausstrahlung war am 5. Oktober 1976 im ARD-Fernsehen. 2008 erschien der Film als Teil der Wolfgang Petersen Collection auf DVD.